# Kanton Yzeure
Yzeure is een kanton van het Franse departement Allier. Het kanton maakt deel uit van het arrondissement Moulins.

## Gemeenten
Het kanton Yzeure omvat de volgende gemeenten:
- Aurouër
- Gennetines
- Saint-Ennemond
- Trévol
- Villeneuve-sur-Allier
- Yzeure (hoofdplaats)